# 日本食生活協会
日本食生活協会（にほんしょくせいかつきょうかい）は、戦後の食糧不足にあった日本人の栄養改善を目的として、厚生省によって設立された財団法人。

## 概要
日本が独立を回復した1952年（昭和27年）に栄養改善法が施行され、1954年（昭和29年）にはアメリカで余剰農産物処理法が成立し、MSA協定が結ばれ、小麦を輸入する引きかえに産業の復興と軍事援助がなされた。そして、1955年（昭和30年）、この輸入小麦の販売促進のためと、戦後の食糧不足により疲弊していた日本人の健康を守るため財団法人日本食生活協会が設立され、会長に賀屋興宣、副会長に南喜一が就任する。
バスにキッチンを備えたキッチンカー（栄養指導車）を各地に派遣し、栄養士が洋食や中華料理の普及活動を行った。日本の国民の健康を守ることを目的とした栄養改善運動だが、アメリカが日本に対して余剰農作物を輸出するために市場を開拓する目的があり、来日したオレゴン州小麦生産者連盟会長のリチャード・バウムの申し出により設立され、公法480号に基づく資金により運営された。米偏重の是正をスローガンにフライパン運動や栄養三色運動を展開、米や魚主体の伝統的食生活に変えパンとミルク（脱脂粉乳）のおかずの多い食事スタイルを推奨、日本の食生活を欧米風に変え米離れが進行した。
1957年（昭和32年）に日本クロレラ研究所を設立し、クロレラの研究に努めた。 
2024年（令和6年）に、郷土料理を通して地域の食文化の知識と技術を身につけ、その魅力や価値を社会に広めることができる郷土料理スペシャリスト認定講座を食生活改善推進員を対象に開き、郷土料理スペシャリスト35名が誕生した。